# Alfred E. Green
Alfred Edward Green (ur. 11 lipca 1889 w Perris, zm. 4 września 1960 w Los Angeles) – amerykański aktor, reżyser filmowy i producent.

## Wybrana filmografia
reżyser
- 1920: Silk Husbands and Calico Wives
- 1923: The Ne’er-Do-Well
- 1926: To musi być miłość
- 1929: Disraeli
- 1932: Czarny rumak
- 1933: Baby Face
- 1935: Kusicielka (Dangerous)
- 1936: Złota strzała
- 1941: Badlands of Dakota
- 1946: The Jolson Story
- 1952: Inwazja na USA (Invasion USA)

producent
- 1931: Łatwe pieniądze
- 1939: The Gracie Allen Murder Case

aktor
- 1913: The Tree and the Chaff
- 1914: On the Breast of the Tide
- 1926: Ella Cinders

## Wyróżnienia
Posiada swoją gwiazdę na Hollywoodzkiej Alei Gwiazd, a także został nominowany do nagrody Złotej Palmy.